# Lila Mayoral
Lila María Mercedes Mayoral Wirshing  (Ponce, Puerto Rico, 12 de mayo de 1942 – Ponce, Puerto Rico, 1 de julio de 2003) fue la esposa del exgobernador de Puerto Rico, Rafael Hernández Colón. Lila Mayoral Wirshing fue la Primera dama de Puerto Rico por tres períodos.

## Biografía
Lila María Mercedes Mayoral Wirshing nació en Ponce, Puerto Rico el 12 de mayo de 1942. Sus padres fueron Juan Eugenio Mayoral Renovales, industrial, fundador y presidente de Ponce Candy Industries y Julita Wirshing Serrallés. Sus abuelos paternos fueron Joaquín Mayoral Montalvo, quien nació y murió en Ponce, Puerto Rico y María Renovales Rodríguez, quien nació en Ponce, Puerto Rico y murió en Caracas, Venezuela. Su abuelo materno, Herman Wirshing, fue un inmigrante alemán originario de Bremen. Lila Mayoral Wirshing fue la segunda de cuatro hermanas, Julita Mercedes, Ana Inés y Eugenia. Comenzó sus estudios en Liceo Ponceño en Ponce, Puerto Rico y terminó la escuela secundaria en Dana Hall School en Wellesley, Massachusetts.

## Matrimonio e hijos
Durante este tiempo conoció a Rafael Hernández Colón, que era un joven estudiante de derecho en ese momento. Lila Mayoral Wirshing y Rafael Hernández Colón se casaron el 24 de octubre de 1959. Tuvieron cuatro hijos, Rafael Hernández Mayoral, José Alfredo Hernández Mayoral, Dora Mercedes Hernández Mayoral y Juan Eugenio Hernández Mayoral.

## Primera dama de Puerto Rico: 1973-1977
Lila Mayoral se convirtió en la Primera dama de Puerto Rico cuando su esposo, Rafael Hernández Colón, fue elegido para Gobernador del Estado Libre Asociado de Puerto Rico en las Elecciones generales de 1972. Permaneció en el cargo de Primera dama de Puerto Rico hasta que Rafael Hernández Colón perdió las Elecciones generales de 1976. Como primera dama, Lila Mayoral se distinguió por su dedicación a la comunidad. Por ejemplo, después de que Huracán Eloise causó daños significativos en Puerto Rico, Lila Mayoral organizó un concierto benéfico para ayudar a los afectado.

## Primera dama de Puerto Rico: 1985-1993
Mayoral se convirtió en la Primera dama de Puerto Rico nuevamente cuando Rafael Hernández Colón fue reelegido como gobernador en las Elecciones generales de 1984. Al año siguiente, después del Deslizamiento de tierra de Mameyes en Ponce, Puerto Rico, Lila Mayoral convenció al gobierno de que construyera casas de concreto para las víctimas en lugar de trasladarlas a nuevas casas con estructura de madera. Además, después de que el Huracán Hugo afectara la isla, Lila Mayoral actuó como enlace entre el gobierno y la comunidad para sincronizar los esfuerzos de recaudación de fondos para ayudar a las víctimas de la tormenta. Fue presidenta de la junta directiva de "Dale la Mano a Puerto Rico" una asociación público-privada que organizó una maratón donde recaudaron $ 15.6 millones en fondos de ayuda. Lila Mayoral también dirigió una campaña escolar antidrogas llamada "Abre tus ojos a un mundo sin drogas". La campaña alentó a los estudiantes a crear obras de arte que giraran en torno a temas antidrogas. Varias celebridades, entre ellas José Miguel Agrelot, Ednita Nazario y Dagmar participaron en la campaña, entregando premios y regalos a los ganadores. También dirigió esfuerzos de reforestación en la isla, particularmente a lo largo de las carreteras y en las escuelas.

## Últimos años y Muerte
Después de su retiro de la vida pública, Mayoral continuó trabajando en varios proyectos, incluido el Centro San Francisco en Ponce, Puerto Rico y la construcción de un santuario para la Virgen María en Orocovis, Puerto Rico. Lila Mayoral murió el 1 de julio de 2003, a la edad de 61 años, de cáncer de colon. Fue enterrada en el Cementerio Católico San Vicente de Paul.

## Homenajes
En su honor, se nombró una escuela en el Barrio Canas, Sector El Tuque en Ponce, Puerto Rico.

## Honores y premios
Lila Mayoral Wirshing recibió numerosos premios y honores durante su vida, que incluyen:
- 1971: Joven madre del año
- 1973: Mujer del Año, recibiendo la placa de Alcalde de la ciudad de Nueva York John Lindsay
- 1975: Mujer distinguida de la Cámara de Comercio
- 1985: Miembro Honorario de la Comisión de Empresarias
- 1987: Reconocimiento del Consejo de Organizaciones Hispanas de Filadelfia
- 1990: Reconocimiento de la Agencia Federal para el Manejo de Emergencias por sus esfuerzos después de Huracán Hugo
- 1991: Miembro Honorario de la Cámara de Comercio Hispana de Westchester, Inc.
- 1992: Doctorado honorario en trabajo social de Universidad de Aruba.

- Datos: Q6547478